# Zavalino
Zavalino (en rus: Завалино) és un poble de l'óblast de Vladímir, a Rússia, segons el cens del 2010 tenia 23 habitants. Pertany al districte municipal de Koltxúguino.